# Megacmonotus spectabilis
Megacmonotus spectabilis is een insect uit de familie van de vlinderhaften (Ascalaphidae), die tot de orde netvleugeligen (Neuroptera) behoort. 
Megacmonotus spectabilis is voor het eerst wetenschappelijk beschreven door Gerstäcker in 1885.